# خوابگردی (فیلم)
خوابگردی (به انگلیسی: Sleepwalking) از فیلم‌های درام محصول سال ۲۰۰۸ با بازی نیک استال، آناسوفیا راب و شارلیز ترون (از تهیه‌کنندگان خود فیلم) است. «خوابگردی» فیلم‌نامه‌ای غیراقتباسی از زک استنفورد و فیلمی به کارگردانی ویلیام ماهر است که اولین اثر او نیز به شمار می‌رود.
فیلم حول ارتباط مردی ۳۰ ساله و خواهرزادهٔ ۱۲ ساله‌اش که مادرش او را ترک کرده، متمرکز است. پس از اینکه مرد ۳۰ ساله، شغل و آپارتمان خود را از دست می‌دهد، اختیار دختر به دولت می‌افتد. پس از وقایعی، این دو نفر به هدف رسیدن به مزرعهٔ پدری مرد، عازم سفری می‌شوند، مکانی که او و خواهرش هرگز قصد بازگشت به آن‌جا را نداشتند. فیلم‌برداری در اکتبر ۲۰۰۶ در کانادا تحت نام چرخ فلک آغاز شد. فیلم‌برداری طبق برنامهٔ زمانی ۲۹ روزه انجام شد که غالباً در طی این مدت، دمای هوا پایین‌تر از صفر بود. فیلم شامل ترانهٔ «Come on, Come out» از ا فاین فرنزی است. خوابگردی به دلیل نوع زبان و نیز یک صحنهٔ حاوی خشونت، درجهٔ نمایش R را دریافت کرد. فیلم در جشنواره فیلم ساندنس ۲۰۰۸ در ۲۲ ژانویهٔ ۲۰۰۸ به نمایش درآمد.

## بازیگران
- نیک استال در نقش جیمز ریدی
- آناسوفیا راب ر تارا ریدی
- شارلیز ترون در نقش جولین ریدی
- وودی هرلسون در نقش رندل
- دنیس هاپر در نقش آقای ریدی
- دبرا-لی فرنس در نقش دنی
- متیو سنت پاتریک نقش کارآگاه